# Wielewaaltroepiaal
De wielewaaltroepiaal (Gymnomystax mexicanus) is een zangvogel uit de familie van de troepialen (Icteridae).

## Verspreiding en leefgebied
Deze soort komt voor van oostelijk Colombia tot Venezuela, de Guyana's, amazonisch Brazilië en noordoostelijk Peru.